# Poblano

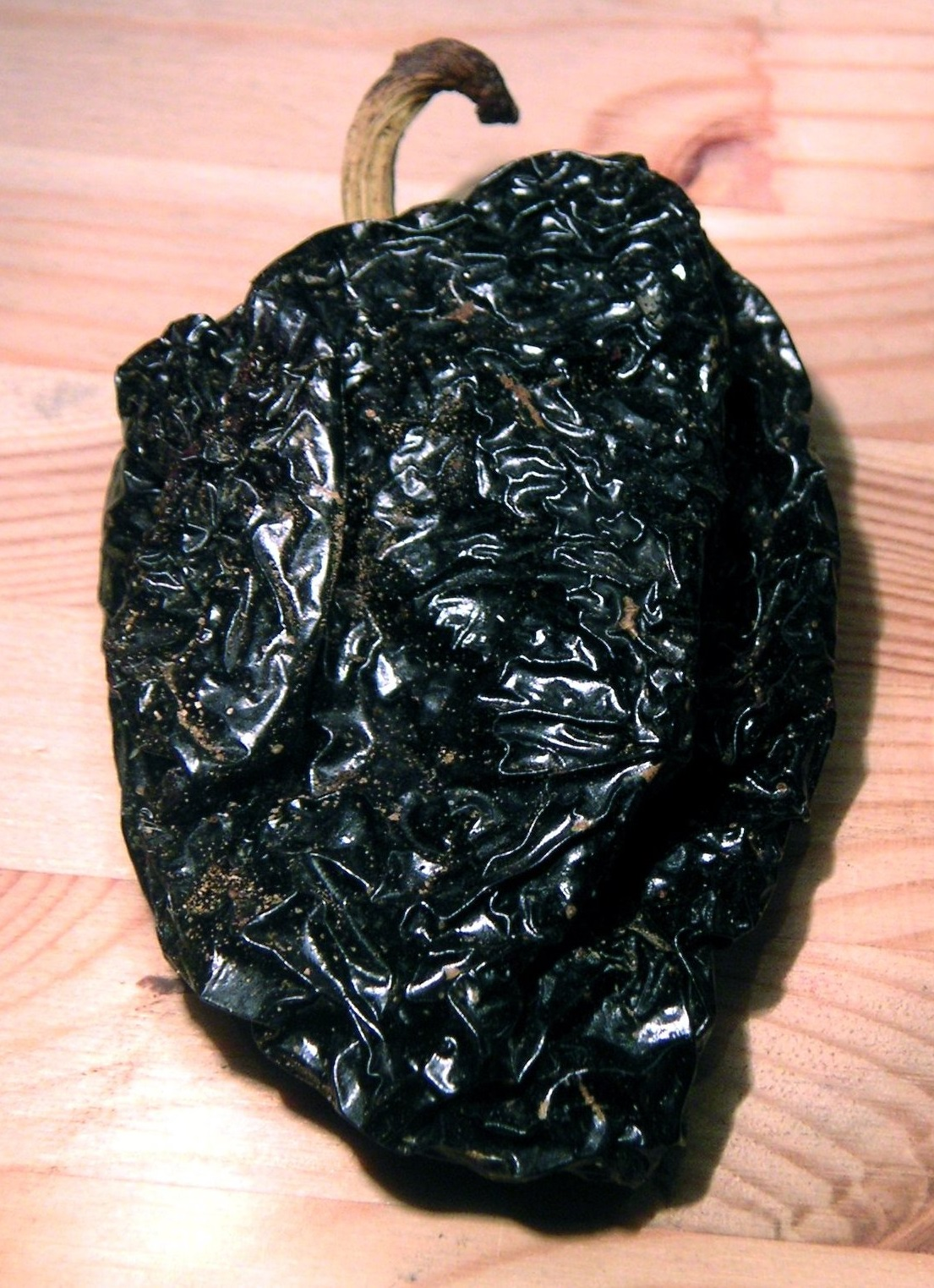
Getrocknete Poblano-Frucht (Ancho)

Poblano ist eine Zuchtform der Paprika-Art Capsicum annuum, die vor allem in Mexiko angebaut wird; der Name bezieht sich auf den Bundesstaat Puebla. Die Namen Ancho und Mulato sind teilweise synonym, sie bezeichnen jedoch oft andere Reifegrade oder die getrockneten Früchte. Zusammen mit den Sorten Jalapeño und Pasilla sind sie ein wichtiger Faktor der mexikanischen Küche.

## Beschreibung
Die Frucht der Poblano-Pflanze ist ein von dunkelgrün nach rot bis braun abreifender Spitzpaprika. Sie wird bis 15 cm lang und 6–7 cm breit. Der Geschmack wird oft als rauchig, mit Anklängen von Schokolade oder Lakritz beschrieben. Die Schärfe ist eher gering, vergleichbar mit ungarischen Gewürzpaprika.

## Verwendung
Zur Verwendung im frischen Zustand als Gemüse werden Poblanos grün, also unreif, geerntet. Zum Trocknen verwendet man überwiegend reife Früchte. Der Einsatz der getrockneten Früchte kann jedoch nicht klar in Gemüse oder Gewürz unterschieden werden. Je nach Farbe werden die Früchte, ob frisch oder getrocknet, in Mulato (braun) oder Ancho (rot) unterschieden.
In der mexikanischen Küche werden die frischen Poblanos vielseitig eingesetzt, typisch sind z. B. Chile Rellenos (gefüllte Paprika) oder das Nationalgericht Chiles en Nogada („Paprika in Nusssoße“). Die getrockneten Früchte werden traditionell für verschiedene soßenbasierte Eintopfspeisen, die sog. Moles, eingesetzt; dazu werden sie vorher kurz in heißem Wasser eingeweicht.